# Ed O'Neill
Edward Leonard O'Neill, Jr. (født 12. april, 1946) er en amerikansk skuespiller og komiker. Han er bedst kendt for sine roller som Al Bundy i Fox Networks sitcom Married... with Children, for hvilken rolle han modtog to Golden Globes-nomineringer, og som Jay Pritchett i ABCs prisvindende sitcom Modern Family, en rolle han har modtaget tre Primetime Emmy Awards-nomineringer for samt vundet fire Screen Actors Guild Awards (alle fire priser var i kategorien Ensemble in a Comedy Series). Han har også medvirket i filmserien Wayne's World, Little Giants, Prefontaine, The Bone Collector og Sun Dogs, og har lagt stemme til de engelsksprogede udgaver af Wreck It Ralph-serien og Finding Dory.

## Opvækst
O'Neill blev født ind i en irsk-amerikansk katolsk familie i Youngstown, Ohio den 12. april, 1946. Hans mor, Ruth Ann (født Quinlan), var hjemmegående socialrådgiver, og hans far, Edward Phillip O'Neill, arbejde på et stålværk og som lastbilchauffør. O'Neill gik på Ursuline High School, hvor han spillede amerikansk fodbold på skolens hold. Som 14 -årig arbejdede han også som håndværker og derefter på en stålfabrik.
Han blev tildelt et fodboldstipendium til Ohio University, hvor hans hovedfag var historie og hvor han blev del af Mu-afdelingen af Delta Tau Delta-broderskabet. O'Neill droppede ud af Ohio University efter hans andet år. Han har indrømmet, at han brugte mere tid på at dyrke sport og feste end at læse. Han var også kommet op at skændes med hans football-træner.
Han overflyttede til Youngstown State University, hvor han blev defensiv lineman på skolens footballhold. I løbet af de første år blev O'Neill medlem af Delta Sigma Phi og blev indviet i Delta Sigma-afdelingen der. Der florerer rygter om, at han var en ivrig festabe.
O'Neill blev del af en udtagelsestrup hos Pittsburgh Steelers i 1969 under den, dengang, nye cheftræner Chuck Noll, men han nåede ikke længere end til træningslejren efter kampen om plads på holdet mod de andre defensive linemen "Mean Joe" Greene og L. C. Greenwood i truppen. Begge spillere endte med at blive centrale dele af Steel Curtain-forsvaret i Pittsburgh Steelers' succes i 1970'erne.
Senere i Married... with Children spillede O'Neill en highschool-footballstjerne, hvis succes ikke nåede længere end til highschool, og som hele tiden mindes om sine storhedsdage på Polk High ("Jeg scorede engang fire touchdowns i en enkelt kamp"). På grund af denne baggrundshistorie havde tidligere Pittsburgh Steelers "Pro Football Hall of Fame"-quarterback Terry Bradshaw to gæsteoptrædener i serien. Bradshaw havde også en kort medvirken i Modern Family. O'Neill arbejdede som lærervikar i samfundsfag på sit alma mater Ursuline High School, inden han blev skuespiller.

## Karriere
O'Neill vendte tilbage til Youngstown State efter ikke at være blevet del af Steelers og var en af de første elever på skolens nye teaterprogram. I 1979 spillede han en bokser overfor Danny Aiello i Broadway-stykket Knockout. Det var her han blev set af instruktøren William Friedkin og fik sin første filmrolle som politidetektiv i Cruising, der havde Al Pacino i hovedrollen.
I 1985 medvirkede O'Neill ved siden af Jeff Kinsland i en Red Lobster-reklame. Han lavede en kort gæsteoptræden i The Equalizer. I 1986 blev han castet som NYPD-detektiven Jimmy "Popeye" Doyle til den planlagte tv-serie Popeye Doyle. Figuren havde oprindeligt optrådt i filmen The French Connection (spillet af Gene Hackman). Den to timer lange tv-film/pilot blev filmet og vist på enkelte kanaler. O'Neill modtog gode anmeldelser for sin præstation, og filmen fik positive ratings, men serien gik ikke videre i produktion.
I 1986, mens han spillede rollen som Lennie i en sceneproduktion af John Steinbecks Of Mice and Men på Hartford Theatre i Hartford, Connecticut, blev han set af en casting-agent fra Fox-tv og blev inviteret til audition til rollen som Al Bundy i Married... with Children, en ny sitcom om en dysfunktionel familie, der bor i Chicago. Han fik rollen, fordi han under auditionen simpelthen trak tungt på skuldrene og sukkede, inden han trådte ind af hoveddøren til hjemmet. Married... with Children var første program på Fox's aftenprogram den 5. april 1987 og serien blev afsluttet efter 11 sæsoner den 9. juni 1997.
Både under og efter succesen med Married... with Children, spillede O'Neill med i flere film, herunder Dutch og Little Giants. Han havde også mindre rolle i The Bone Collector, Wayne's World og Wayne's World 2, og optrådte som Relish the Troll King i The 10. Kingdom. O'Neill optrådte kortvarigt i komedieserien In Living Color, hvor han spillede "Dirty Dozens"-mesteren, der besejrer udfordreren, spillet af Jamie Foxx. Han lavede også en cameo på sitcommen 8 Simple Rules, som Cate S. Hennessys ekskæreste (spillet af Katey Sagal, der spillede O'Neills kone Peg Bundy i Married ... with Children). Han optrådte i filmen The Adventures of Ford Fairlane med Andrew Dice Clay. I midten af 1990'erne havde han en række optrædener i reklamer for telefirmaet 1-800-COLLECT.
Skaberen af Law & Order-serien Dick Wolf castede O'Neill som Sgt. Joe Friday i hans genspilning af Jack Webbs klassiske tv-krimiserie Dragnet i 2003. Serien blev aflyst af ABC efter anden sæson. O'Neill fik så rollen som guvernør Eric Baker, en tilbagevendende karakter i NBC's The West Wing. O'Neill spillede også Bill på HBOs tv-serie John from Cincinnati.
I 2008 medvirkede O'Neill i en reklame for den daværende præsidentkandidat Barack Obama som "Al the Shoesalesman".
I januar 2009 blev O'Neill genforenet med David Faustino (Bud Bundy fra Married... with Children) i to afsnit af Faustinos serie Star-ving. O'Neill deltog også med hele castet fra Married... with Children, ved de 7. TV Land Award-show i 2009. Han har medvirket i en online bogserie og indtalte bogen "How I learned geography.
Fra 2009 til 2020 spillede O'Neill rollen som Jay Pritchett i ABC' sitcom Modern Family, en rolle som gav ham tre Primetime Emmy Award-nomineringer—i 2011, 2012 og 2013. Siden 2012 har O'Neill indtalt tv-reklamer for håndkøbsallergimedicinen Zyrtec, samt for Walmarts egen mobiltelefonservice Straight Talk.
I 2016 havde O'Neill stemmerollen som blæksprutten Hank i Pixar-tegnefilmen Finding Dory. Ifølge O'Neill, havde han ikke indset, at rollen var så stor som den var. Som indtalingen blev færdiggjort og han lagde mærke til, at de fleste af figurens samtaler var med filmens hovedperson Dory, indså han, at Hank var en af de førende figurer i filmen.

## Privatliv
O'Neill har været gift med skuespilleren Catherine Rusoff siden 1986. Parret, der havde mødt hinanden under indspilningen af Married... with Children., var dog fra hinanden et par år efter 1989, førend de blev gift på ny i 1993. Parret har to døtre, Sophia O'Neill, født i 1999, og Claire O'Neill, født i 2002.
Efter at være blevet introduceret til brasiliansk jiu-jitsu af vennen forfatter/instruktør John Milius, har O'Neill fået undervisning i 22 år af den brasilianske grandmaster Rorion Gracie. I december 2007 optjente O'Neill sit sorte bælte. I tv-dokumentaren fra 2012 I Am Bruce Lee, fortæller O'Neill, at han ser sin optjening af det sorte bælte "som den største bedrift i mit liv, bortset fra mine børn."

## Filmografi

### Film
| År   | Titel                            | Rolle                       | Noter       |
| ---- | -------------------------------- | --------------------------- | ----------- |
| 1980 | Cruising                         | Detective Schreiber         |             |
| 1980 | The Dogs of War                  | Terry                       |             |
| 1989 | Disorganized Crime               | George Denver               |             |
| 1989 | K-9                              | Sergeant Brannigan          |             |
| 1990 | The Adventures of Ford Fairlane  | Løjtnant Amos               |             |
| 1990 | Sibling Rivalry                  | Wilbur Meany                |             |
| 1991 | Dutch                            | Dutch Dooley                |             |
| 1992 | Wayne's World                    | Glen                        |             |
| 1993 | Wayne's World 2                  | Glen                        |             |
| 1994 | Blue Chips                       | Ed                          |             |
| 1994 | Little Giants                    | Kevin O'Shea                |             |
| 1997 | Prefontaine                      | Bill Dellinger              |             |
| 1997 | The Spanish Prisoner             | FBI Teamleader              |             |
| 1999 | The Bone Collector               | Detective Paulie Sellitto   |             |
| 2000 | Lucky Numbers                    | Dick Simmons                |             |
| 2001 | Nobody's Baby                    | Norman Pinkney              |             |
| 2004 | Spartan                          | Burch                       |             |
| 2005 | Steel Valley                     | Congressman Cardone         | Kortfilm    |
| 2008 | Redbelt                          | Hollywood Producer          |             |
| 2010 | Lost Masterpieces of Pornography | Chief Justice Renato Corona | Kortfilm    |
| 2012 | Wreck-It Ralph                   | Mr. Litwak                  | Stemmerolle |
| 2015 | Entourage                        | Himself                     | Cameo       |
| 2016 | Finding Dory                     | Hank                        | Stemmerolle |
| 2017 | Sun Dogs                         | Bob Garrity                 |             |
| 2018 | Ralph Breaks the Internet        | Mr. Litwak                  | Stemmerolle |
| 2020 | The Last Shift                   | Dale                        |             |

### Tv
| År        | Titel                              | Rolle                         | Noter                                              |
| --------- | ---------------------------------- | ----------------------------- | -------------------------------------------------- |
| 1980      | The Day the Women Got Even         | Ed                            | Tv-film                                            |
| 1981      | Another World                      | Lenny                         | Afsnit: "Hostages at the Cabin"                    |
| 1982      | Farrell for the People             | Detective Jay Brennan         | Tv-film                                            |
| 1983      | When Your Lover Leaves             | Mack Sher                     | Tv-film                                            |
| 1984      | Miami Vice                         | Arthur Lawson / Artie Rollins | Afsnit: "Heart of Darkness"                        |
| 1985      | Moonlighting                       | Taxichauffør                  | Afsnit: "Pilot"                                    |
| 1985      | Hunter                             | Dan Colson                    | Afsnit: "The Garbage Man"                          |
| 1985      | Braker                             | Danny Buckner                 | Tv-film                                            |
| 1985      | The Equalizer                      | Læge                          | Afsnit: "The Children's Song"                      |
| 1985      | Spenser: For Hire                  | Buddy Almeida                 | Afsnit: "Widow's Walk"                             |
| 1986      | A Winner Never Quits               | Whitey Wyshner                | Tv-film                                            |
| 1986      | Popeye Doyle                       | James "Popeye" Doyle          | Tv-film                                            |
| 1987      | Right to Die                       |                               | Tv-film                                            |
| 1987–1997 | Married... with Children           | Al Bundy                      | Fast rolle                                         |
| 1988      | Police Story: Gladiator School     | Sergeant Stanley Bivens       | Tv-film                                            |
| 1988      | Midnight Caller                    | Hank                          | Afsnit: "Twelve Gauge"                             |
| 1990      | Saturday Night Live                | Guest host                    | 13. januar, 1990                                   |
| 1990      | A Very Retail Christmas            | Max Crandall                  | Tv-film                                            |
| 1990      | The Earth Day Special              | Al Bundy                      | Tv-special                                         |
| 1991      | Top of the Heap                    | Al Bundy                      | Afsnit: "Top of the Heap"                          |
| 1991      | The Whereabouts of Jenny           | Jimmy O'Meara                 | Tv-film                                            |
| 1994      | In Living Color                    | Himself                       | Afsnit: "The Dirty Dozens Tournament of Champions" |
| 1995      | W.E.I.R.D. World                   | Dr. Monochian                 | Tv-film                                            |
| 2000      | The 10th Kingdom                   | Relish the Troll King         | 9 afsnit                                           |
| 2001      | Big Apple                          | Detective Michael Mooney      | 8 afsnit                                           |
| 2003–2004 | L.A. Dragnet                       | Lieutenant Joe Friday         | 22 afsnit                                          |
| 2004      | In the Game                        | Buzz                          | Tv-pilot afsnit                                    |
| 2004–2005 | The West Wing                      | Guvernør Eric Baker           | 4 afsnit                                           |
| 2005      | 8 Simple Rules                     | Matt Walsh                    | Afsnit: "Old Flame"                                |
| 2006      | Inseparable                        | Alan                          | Tv-film                                            |
| 2006      | Twenty Good Years                  | Brock Manley                  | Afsnit: "Between Brock and a Hard Place"           |
| 2006      | The Unit                           | William Partch                | Afsnit: "Silver Star"                              |
| 2007      | John from Cincinnati               | Bill Jacks                    | 10 afsnit                                          |
| 2009      | WordGirl                           | Panisk mand (stemme)          | Afsnit: "The Wrong Side the Law"; ukrediteret      |
| 2009–2020 | Modern Family                      | Jay Pritchett                 | Fast rolle                                         |
| 2011      | Kick Buttowski: Suburban Daredevil | Bedstefar (stemme)            | Afsnit: "Truth or Daredevil"                       |
| 2011      | Handy Manny                        | Borgmester Thompson (stemme)  | Afsnit: "Great Garage Rescue"                      |
| 2012      | The Penguins of Madagascar         | Orson (stemme)                | Afsnit: "Operation: Antarctica"                    |
| 2013      | Real Husbands of Hollywood         | Sig selv                      | Afsnit: "Thicke and Tired"                         |
| 2015      | Family Guy                         | Bud Swanson (stemme)          | Afsnit: "Papa Has a Rollin' Son"                   |
| 2019      | Weird City                         | Burt Maxsome                  | Afsnit: "The One"                                  |

## Priser og nomineringer
O'Neill fik en stjerne på Hollywood Walk of Fame den 30. august, 2011, som ironisk nok er placeret udenfor en skobutik.
| År   | Priser                           | Kategori                                                             | Titel                    | Resultat  |
| ---- | -------------------------------- | -------------------------------------------------------------------- | ------------------------ | --------- |
| 1992 | Golden Globe Award               | Best Performance by an Actor in a Television Series – Comedy/Musical | Married... with Children | Nomineret |
| 1993 | Golden Globe Award               | Best Performance by an Actor in a Television Series – Comedy/Musical | Married... with Children | Nomineret |
| 2009 | TV Land Award                    | Innovator Award                                                      | Married... with Children | Vundet    |
| 2009 | Screen Actors Guild Award        | Outstanding Performance by an Ensemble in a Comedy Series            | Modern Family            | Nomineret |
| 2010 | Screen Actors Guild Award        | Outstanding Performance by a Male Actor in a Comedy Series           | Modern Family            | Nomineret |
| 2010 | Screen Actors Guild Award        | Outstanding Performance by an Ensemble in a Comedy Series            | Modern Family            | Vundet    |
| 2011 | Screen Actors Guild Award        | Outstanding Performance by an Ensemble in a Comedy Series            | Modern Family            | Vundet    |
| 2011 | Golden Nymph Award               | Outstanding Actor in a Comedy Series                                 | Modern Family            | Nomineret |
| 2011 | Critics' Choice Television Award | Best Supporting Actor in a Comedy Series                             | Modern Family            | Nomineret |
| 2011 | Primetime Emmy Award             | Outstanding Supporting Actor in a Comedy Series                      | Modern Family            | Nomineret |
| 2012 | Screen Actors Guild Award        | Outstanding Performance by an Ensemble in a Comedy Series            | Modern Family            | Vundet    |
| 2012 | Primetime Emmy Award             | Outstanding Supporting Actor in a Comedy Series                      | Modern Family            | Nomineret |
| 2013 | Screen Actors Guild Award        | Outstanding Performance by an Ensemble in a Comedy Series            | Modern Family            | Vundet    |
| 2013 | Primetime Emmy Award             | Outstanding Supporting Actor in a Comedy Series                      | Modern Family            | Nomineret |
| 2014 | Screen Actors Guild Award        | Outstanding Performance by an Ensemble in a Comedy Series            | Modern Family            | Nomineret |
| 2015 | Screen Actors Guild Award        | Outstanding Performance by an Ensemble in a Comedy Series            | Modern Family            | Nomineret |
| 2016 | Screen Actors Guild Award        | Outstanding Performance by an Ensemble in a Comedy Series            | Modern Family            | Nomineret |
| 2017 | Critics' Choice Television Award | Best Supporting Actor in a Comedy Series                             | Modern Family            | Nomineret |